# 닌자 핫토리군+파만 초능력 워즈
닌자 핫토리군+파만 초능력 워즈(일본어: 忍者ハットリくん＋パーマン 超能力ウォーズ 닌쟈 핫토리쿤 프라스 파만 쵸우노료쿠워즈[*])는 후지코 후지오 Ⓐ의 만화 꾸러기 닌자 토리와 후지코 F. 후지오의 만화 파만이 등장하는 만화 및 극장용 애니메이션 작품이다.

## 개요
원작은 1983년, 후지코 후지오 Ⓐ의 붓에 의해 "월간 코로코로 코믹"에 연재되어 당시의 인기 후지코 캐릭터 "꾸러기 닌자 토리"와 "파만"이 공동 출연을 하였다. 당시에는 콤비가 해체되기 전이었기 때문에 후지코 후지오 명의로 발표되고 있다. 무대는 일본에서 미국 뉴욕으로 바다를 가로질러 전개하는 모험 활극이다. 그러나 파만은 조연에다가 핫토리군의 지원군 정도의 측면이 강하다.

## 주제가
"닌자 핫토리군 니닌의 닌"
작사 : 오가타 켄이치 / 작곡 : 키쿠치 슌스케 / 노래 : 미타 유코, 오가타 켄이치